# Aromobatinae
Die Aromobatinae sind eine Unterfamilie von Froschlurchen aus der Familie Aromobatidae. Sie umfassen zwei Gattungen, deren Verbreitungsgebiet im Norden Südamerikas liegt.

## Merkmale
Die Aromobatinae sind ausschließlich durch molekulargenetische Merkmale gekennzeichnet. Synapomorphien und diagnostische Merkmale liegen an einzelnen Positionen verschiedener, insbesondere mitochondrialer DNA-Sequenzen vor.

## Geographische Verbreitung
Das Verbreitungsgebiet der Aromobatinae erstreckt sich über Kolumbien und Venezuela bis nach Trinidad und Tobago. Aromobates kommt an der Nordküste Venezuelas und auf der Ostseite der Anden von Venezuela bis nach Kolumbien vor. Mannophryne ist an der venezolanischen Nordküste bis zur Halbinsel Paria sowie mit M. trinitatis auf Trinidad und M. olmonae auf Tobago vertreten.

## Lebensweise
Mit Ausnahme der aquatischen und nachtaktiven Art Aromobates nocturnus sind die Vertreter der Aromobatinae tagaktiv und terrestrisch. Lebensraum ist der tropische Regenwald. Die Kaulquappen wachsen in stehenden oder fließenden Gewässern am Boden auf. Sie werden von erwachsenen Männchen auf dem Rücken transportiert.

## Gefährdung und Schutz
Die gesamte Unterfamilie Aromobatinae ist gefährdet. In der Roten Liste gefährdeter Arten der IUCN sind gegenwärtig 28 der 38 Arten aufgeführt, wovon bei vier Arten die Bestandsdaten unzureichend sind. Die übrigen Arten sind von Near Threatened (potenziell gefährdet, Vorwarnliste) bis Critically Endangered (vom Aussterben bedroht) eingestuft. Drei Arten von Aromobates und vier Arten von Mannophryne sind vom Aussterben bedroht.

## Systematik und Taxonomie
Die Unterfamilie Aromobatinae wurde zusammen mit der Familie Aromobatidae neu errichtet. Sie stellt innerhalb der Aromobatidae die Schwestergruppe der Allobatinae dar, ist also phylogenetisch mit diesen näher verwandt als mit der Unterfamilie Anomaloglossinae. Es werden 38 Arten in zwei Gattungen unterschieden:
Stand: 14. Januar 2024
- Die Gattung Aromobates Myers, Paolillo-O. & Daly, 1991 umfasst 18 Arten.
  - Aromobates alboguttatus (Boulenger, 1903)
  - Aromobates cannatellai Barrio-Amorós & Santos, 2012
  - Aromobates capurinensis (Péfaur, 1993)
  - Aromobates duranti (Péfaur, 1985)
  - Aromobates ericksonae Barrio-Amorós & Santos, 2012
  - Aromobates haydeeae (Rivero, 1978)
  - Aromobates leopardalis (Rivero, 1978)
  - Aromobates mayorgai (Rivero, 1980)
  - Aromobates meridensis (Dole & Durant, 1972)
  - Aromobates molinarii (La Marca, 1985)
  - Aromobates nocturnus Myers, Paolillo-O. & Daly, 1991
  - Aromobates ornatissimus Barrio-Amorós, Rivero & Santos, 2011
  - Aromobates orostoma (Rivero, 1978)
  - Aromobates saltuensis (Rivero, 1980)
  - Aromobates serranus (Péfaur, 1985)
  - Aromobates tokuko Rojas-Runjaic, Infante-Rivero & Barrio-Amorós, 2011
  - Aromobates walterarpi La Marca & Otero-López, 2012
  - Aromobates zippeli Barrio-Amorós & Santos, 2012

- Die Gattung Mannophryne La Marca, 1992 umfasst 21 Arten.
  - Mannophryne caquetio Mijares-Urrutia & Arends-R., 1999
  - Mannophryne collaris (Boulenger, 1912)
  - Mannophryne cordilleriana La Marca, 1994
  - Mannophryne herminae (Boettger, 1893)
  - Mannophryne lamarcai Mijares-Urrutia & Arends-R., 1999
  - Mannophryne larandina (Yústiz, 1991)
  - Mannophryne leonardoi Manzanilla, La Marca, Jowers, Sánchez & García-París, 2007
  - Mannophryne molinai Rojas-Runjaic, Matta-Pereira & La Marca, 2018
  - Mannophryne neblina (Test, 1956)
  - Mannophryne oblitterata (Rivero, 1984)
  - Mannophryne olmonae (Hardy, 1983)
  - Mannophryne orellana Barrio-Amorós, Santos & Molina, 2010
  - Mannophryne phylidros La Marca, Mijares-Urrutia, Saavedra &  Gottberg, 2023[5]
  - Mannophryne riveroi (Donoso-Barros, 1965)
  - Mannophryne speeri La Marca, 2009
  - Mannophryne trinitatis (Garman, 1888)
  - Mannophryne trujillensis Vargas Galarce & La Marca, 2007
  - Mannophryne urticans Barrio-Amorós, Santos & Molina, 2010
  - Mannophryne venezuelensis Manzanilla, Jowers, La Marca & García-París, 2007
  - Mannophryne vulcano Barrio-Amorós, Santos & Molina, 2010
  - Mannophryne yustizi (La Marca, 1989)